# Trophée des champions 2008
La Supercoppa di Francia 2008 (ufficialmente Trophée des champions 2008) è stata la trentaduesima edizione della Supercoppa di Francia, la tredicesima organizzata dalla Ligue de Football Professionnel.
Si è svolta il 2 agosto 2008 allo Stadio Jacques Chaban-Delmas di Bordeaux tra l'Olympique Lione, vincitore della Ligue 1 2007-2008 e della Coppa di Francia 2007-2008, e il Bordeaux, secondo classificato nella Ligue 1 2007-2008.
A conquistare il titolo è stato il Bordeaux che ha vinto per 5-4 ai rigori dopo lo 0-0 dei tempi regolamentari.

## Partecipanti
| Squadre         | Qualificazione                                                       | Partecipazioni precedenti (il grassetto indica la vittoria) |
| --------------- | -------------------------------------------------------------------- | ----------------------------------------------------------- |
| Olympique Lione | Vincitore della Ligue 1 2007-2008 e della Coppa di Francia 2007-2008 | 8 (1967, 1973, 2002, 2003, 2004, 2005, 2006, 2007)          |
| Bordeaux        | Secondo classificato nella Ligue 1 2007-2008                         | 4 (1968, 1985, 1986, 1999)                                  |

## Tabellino
| Arbitro: | Layec |

|                                                             |                      |                                                     |
| Fernando Cavenaghi Wendel Bellion Gourcuff Jurietti Diawara | Tiri di rigore 5 – 4 | Benzema Bodmer Källström Govou Grosso Toulalan Cris |

| Bordeaux | O. Lione |

### Formazioni
| Bordeaux:       |    |                    |     |     |
|                 |    |                    |     |     |
| P               | 16 | Ulrich Ramé (c)    |     |     |
| D               | 21 | Matthieu Chalmé    |     |     |
| D               | 14 | Souleymane Diawara |     |     |
| D               | 3  | Carlos Henrique    | 87’ |     |
| D               | 6  | Franck Jurietti    |     |     |
| C               | 4  | Alou Diarra        |     | 69’ |
| C               | 8  | Yoann Gourcuff     |     |     |
| C               | 5  | Fernando           | 85’ |     |
| C               | 17 | Wendel             |     |     |
| A               | 7  | Yoan Gouffran      |     | 73’ |
| A               | 29 | Marouane Chamakh   |     | 83’ |
| A disposizione: |    |                    |     |     |
| P               | 30 | Mathieu Valverde   |     |     |
| D               | 27 | Marc Planus        |     |     |
| D               | 28 | Benoît Trémoulinas |     |     |
| C               | 19 | Pierre Ducasse     |     |     |
| A               | 9  | Fernando Cavenaghi |     | 69’ |
| A               | 11 | David Bellion      |     | 83’ |
| A               | 26 | Gabriel Obertan    |     | 73’ |
| Allenatore:     |    |                    |     |     |
| Laurent Blanc   |    |                    |     |     |

| Olympique Lione: |    |                     |     |     |
|                  |    |                     |     |     |
| P                | 1  | Hugo Lloris         |     |     |
| D                | 20 | Anthony Réveillère  |     |     |
| D                | 5  | Mathieu Bodmer      | 45’ |     |
| D                | 3  | Cris (c)            |     |     |
| D                | 2  | Fabio Grosso        |     |     |
| C                | 28 | Jérémy Toulalan     | 38’ |     |
| C                | 17 | Jean Makoun         |     |     |
| C                | 14 | Sidney Govou        |     |     |
| C                | 18 | Miralem Pjanić      |     | 71’ |
| C                | 19 | César Delgado       |     | 86’ |
| A                | 10 | Karim Benzema       |     |     |
| A disposizione:  |    |                     |     |     |
| P                | 30 | Rémy Vercoutre      |     |     |
| D                | 2  | François Clerc      |     |     |
| D                | 4  | Jean-Alain Boumsong |     |     |
| C                | 6  | Kim Källström       |     | 86’ |
| C                | 34 | Jérémy Pied         |     |     |
| A                | 21 | Milan Baroš         |     | 71’ |
| A                | 29 | Yannis Tafer        |     |     |
| Allenatore:      |    |                     |     |     |
| Claude Puel      |    |                     |     |     |